# Astro's Playroom
Astro's Playroom is een 3D platformer in ontwikkeling bij ASOBI Team. Het spel werd uitgebracht op 12 november 2020 door Sony Interactive Entertainment voor de PlayStation 5. De game is een vervolg op Astro Bot Rescue Mission, en is standaard geïnstalleerd op iedere Playstation 5.